# والتر مورغان
والتر مورغان (بالإنجليزية: Walter Morgan)‏ (1 نوفمبر 1871 في أستراليا - 10 يوليو 1941) هو لاعب كريكت أسترالي. لعب مع فريق فكتوريا للكريكت.

## وصلات خارجية
- والتر مورغان على موقع إي آس بي آن كريك إنفو (الإنجليزية)